# Badminton op de Olympische Zomerspelen 2012 – vrouwen enkelspel
Het vrouwen enkelspel in het badminton op de Olympische Zomerspelen 2012 in Londen vond plaats van 28 juli tot en met 4 augustus 2012. Li Xuerui won de finale met 2 sets tegen Wang Yihan.

## Plaatsingslijst
| Nr. | Speler           | Prestatie      | Uitgeschakeld door  | Nr. | Speler             | Prestatie       | Uitgeschakeld door  |
| --- | ---------------- | -------------- | ------------------- | --- | ------------------ | --------------- | ------------------- |
| 1.  | Wang Yihan       | Zilver         | Li Xuerui           | 9.  | Ratchanok Inthanon | Kwartfinale     | Wang Xin            |
| 2.  | Wang Xin1        | Halve finale   | Li Xuerui           | 10. | Tai Tzu-ying       | Achtste finale  | Li Xuerui           |
| 3.  | Li Xuerui        | Goud           | niet van toepassing | 11. | Bae Youn-joo       | Achtste finale  | Wang Yihan          |
| 4.  | Saina Nehwal     | Brons          | Wang Yihan          | 12. | Sayaka Sato        | Achtste finale2 | Tine Baun           |
| 5.  | Tine Baun        | Kwartfinale    | Saina Nehwal        | 13. | Gu Juan            | Achtste finale  | Cheng Shao-chieh    |
| 6.  | Juliane Schenk   | Achtste finale | Ratchanok Inthanon  | 14. | Yao Jie            | Achtste finale  | Saina Nehwal        |
| 7.  | Cheng Shao-chieh | Kwartfinale    | Wang Yihan          | 15. | Petya Nedelcheva   | Groepsfase      | Adriyanti Firdasari |
| 8.  | Sung Ji-hyun     | Groepsfase     | Yip Pui Yin         | 16. | Pi Hongyan         | Achtste finale  | Yip Pui Yin         |

1Opgave bij 21-18 en 1-0-voorsprong

2Opgave bij 15-14 voorsprong

## Groepsfase
In elke groep spelen alle spelers onderling tegen elkaar. De groepswinnaars plaatsen zich voor de knock-outfase.

### Groep A
| Speler      | Gsp | W | V | SW | SV | Ptn |
| ----------- | --- | - | - | -- | -- | --- |
| Wang Yihan  | 1   | 1 | 0 | 2  | 0  | 1   |
| Michelle Li | 1   | 0 | 1 | 0  | 2  | 0   |

| Speler 1   | Uitslag     | Speler 2    |
| ---------- | ----------- | ----------- |
| Wang Yihan | 21-8, 21-16 | Michelle Li |

### Groep B
| Speler           | Gsp | W | V | SW | SV | Ptn |
| ---------------- | --- | - | - | -- | -- | --- |
| Bae Youn-joo     | 2   | 2 | 0 | 4  | 1  | 2   |
| Tee Jing Yi      | 2   | 1 | 1 | 3  | 2  | 1   |
| Agnese Allegrini | 2   | 0 | 2 | 0  | 4  | 0   |

| Speler 1     | Uitslag             | Speler 2         |
| ------------ | ------------------- | ---------------- |
| Bae Youn-joo | 16-21, 21-15, 21-12 | Tee Jing Yi      |
| Tee Jing Yi  | 21-7, 21-14         | Agnese Allegrini |
| Bae Youn-joo | 21-11, 21-15        | Agnese Allegrini |

### Groep C
| Speler           | Gsp | W | V | SW | SV | Ptn |
| ---------------- | --- | - | - | -- | -- | --- |
| Cheng Shao-chieh | 2   | 2 | 0 | 4  | 0  | 2   |
| Neslihan Yiğit   | 2   | 1 | 1 | 2  | 2  | 1   |
| Simone Prutsch   | 2   | 0 | 2 | 0  | 4  | 0   |

| Speler 1         | Uitslag      | Speler 2       |
| ---------------- | ------------ | -------------- |
| Neslihan Yiğit   | 21-18, 21-10 | Simone Prutsch |
| Cheng Shao-chieh | 21-11, 21-9  | Simone Prutsch |
| Cheng Shao-chieh | 21-10, 21-6  | Neslihan Yiğit |

### Groep D
| Speler           | Gsp | W | V | SW | SV | Ptn |
| ---------------- | --- | - | - | -- | -- | --- |
| Gu Juan          | 2   | 2 | 0 | 4  | 0  | 2   |
| Victoria Na      | 2   | 1 | 1 | 2  | 2  | 1   |
| Monika Fašungová | 2   | 0 | 2 | 0  | 4  | 0   |

| Speler 1    | Uitslag      | Speler 2         |
| ----------- | ------------ | ---------------- |
| Gu Juan     | 21-5, 21-11  | Monika Fašungová |
| Victoria Na | 21-12, 21-18 | Monika Fašungová |
| Gu Juan     | 21-10, 21-7  | Victoria Na      |

### Groep E
| Speler         | Gsp | W | V | SW | SV | Ptn |
| -------------- | --- | - | - | -- | -- | --- |
| Saina Nehwal   | 2   | 2 | 0 | 4  | 0  | 2   |
| Lianne Tan     | 2   | 1 | 1 | 2  | 2  | 1   |
| Sabrina Jaquet | 2   | 0 | 2 | 0  | 4  | 0   |

| Speler 1       | Uitslag      | Speler 2       |
| -------------- | ------------ | -------------- |
| Sabrina Jaquet | 16-21, 16-21 | Lianne Tan     |
| Saina Nehwal   | 21-9, 21-4   | Sabrina Jaquet |
| Saina Nehwal   | 21-4, 21-14  | Lianne Tan     |

### Groep F
| Speler              | Gsp | W | V | SW | SV | Ptn |
| ------------------- | --- | - | - | -- | -- | --- |
| Yao Jie             | 2   | 2 | 0 | 4  | 0  | 2   |
| Ragna Ingólfsdóttir | 2   | 1 | 1 | 2  | 2  | 1   |
| Akvilė Stapušaitytė | 2   | 0 | 2 | 0  | 4  | 0   |

| Speler 1            | Uitslag      | Speler 2            |
| ------------------- | ------------ | ------------------- |
| Yao Jie             | 21-16, 21-7  | Akvilė Stapušaitytė |
| Ragna Ingólfsdóttir | 21-10, 21-16 | Akvilė Stapušaitytė |
| Yao Jie             | 21-12, 25-23 | Ragna Ingólfsdóttir |

### Groep G
| Speler               | Gsp | W | V | SW | SV | Ptn |
| -------------------- | --- | - | - | -- | -- | --- |
| Tine Baun            | 2   | 2 | 0 | 4  | 1  | 2   |
| Anastasia Prokopenko | 2   | 1 | 1 | 3  | 2  | 1   |
| Kamila Augustyn      | 2   | 0 | 2 | 0  | 4  | 0   |

| Speler 1             | Uitslag             | Speler 2             |
| -------------------- | ------------------- | -------------------- |
| Anastasia Prokopenko | 21-16, 21-17        | Kamila Augustyn      |
| Tine Baun            | 21-11, 21-6         | Kamila Augustyn      |
| Tine Baun            | 19-21, 21-15, 21-16 | Anastasia Prokopenko |

### Groep H
| Speler          | Gsp | W | V | SW | SV | Ptn |
| --------------- | --- | - | - | -- | -- | --- |
| Sayaka Sato     | 2   | 2 | 0 | 4  | 1  | 2   |
| Susan Egelstaff | 2   | 1 | 1 | 3  | 2  | 1   |
| Maja Tvrdy      | 2   | 0 | 2 | 0  | 4  | 0   |

| Speler 1        | Uitslag             | Speler 2        |
| --------------- | ------------------- | --------------- |
| Susan Egelstaff | 21-15, 21-10        | Maja Tvrdy      |
| Sayaka Sato     | 22-20, 21-18        | Maja Tvrdy      |
| Sayaka Sato     | 18-21, 21-16, 21-12 | Susan Egelstaff |

### Groep I
| Speler      | Gsp | W | V | SW | SV | Ptn |
| ----------- | --- | - | - | -- | -- | --- |
| Pi Hongyan  | 2   | 2 | 0 | 4  | 1  | 2   |
| Chloe Magee | 2   | 1 | 1 | 3  | 2  | 1   |
| Hadia Hosny | 2   | 0 | 2 | 0  | 4  | 0   |

| Speler 1    | Uitslag             | Speler 2    |
| ----------- | ------------------- | ----------- |
| Hadia Hosny | 17-21, 6-21         | Chloe Magee |
| Pi Hongyan  | 21-11, 21-9         | Hadia Hosny |
| Pi Hongyan  | 16-21, 21-18, 21-14 | Chloe Magee |

### Groep J
| Speler               | Gsp | W | V | SW | SV | Ptn |
| -------------------- | --- | - | - | -- | -- | --- |
| Yip Pui Yin          | 2   | 2 | 0 | 4  | 0  | 2   |
| Sung Ji-hyun         | 2   | 1 | 1 | 2  | 2  | 1   |
| Sara Blengsli Kværnø | 2   | 0 | 2 | 0  | 4  | 0   |

| Speler 1     | Uitslag      | Speler 2             |
| ------------ | ------------ | -------------------- |
| Sung Ji-hyun | 21-8, 21-5   | Sara Blengsli Kværnø |
| Yip Pui Yin  | 21-8, 21-7   | Sara Blengsli Kværnø |
| Sung Ji-hyun | 18-21, 21-23 | Yip Pui Yin          |

### Groep K
| Speler           | Gsp | W | V | SW | SV | Ptn |
| ---------------- | --- | - | - | -- | -- | --- |
| Tai Tzu-ying     | 2   | 2 | 0 | 4  | 0  | 2   |
| Anu Nieminen     | 2   | 1 | 1 | 2  | 2  | 1   |
| Victoria Montero | 2   | 0 | 2 | 0  | 4  | 0   |

| Speler 1     | Uitslag      | Speler 2         |
| ------------ | ------------ | ---------------- |
| Anu Nieminen | 21-12, 21-18 | Victoria Montero |
| Tai Tzu-ying | 21-11, 21-14 | Anu Nieminen     |
| Tai Tzu-ying | 21-6, 21-10  | Victoria Montero |

### Groep L
| Speler         | Gsp | W | V | SW | SV | Ptn |
| -------------- | --- | - | - | -- | -- | --- |
| Li Xuerui      | 2   | 2 | 0 | 4  | 0  | 2   |
| Carolina Marín | 2   | 1 | 1 | 2  | 2  | 1   |
| Claudia Rivero | 2   | 0 | 2 | 0  | 4  | 0   |

| Speler 1       | Uitslag      | Speler 2       |
| -------------- | ------------ | -------------- |
| Li Xuerui      | 21-5, 21-6   | Claudia Rivero |
| Li Xuerui      | 21-13, 21-11 | Carolina Marín |
| Carolina Marín | 21-17, 21-7  | Claudia Rivero |

### Groep M
| Speler             | Gsp | W | V | SW | SV | Ptn |
| ------------------ | --- | - | - | -- | -- | --- |
| Ratchanok Inthanon | 2   | 2 | 0 | 4  | 0  | 2   |
| Telma Santos       | 2   | 1 | 1 | 2  | 2  | 1   |
| Thilini Jayasinghe | 2   | 0 | 2 | 0  | 4  | 0   |

| Speler 1           | Uitslag     | Speler 2           |
| ------------------ | ----------- | ------------------ |
| Ratchanok Inthanon | 21-13, 21-5 | Thilini Jayasinghe |
| Thilini Jayasinghe | 9-21, 11-21 | Telma Santos       |
| Ratchanok Inthanon | 21-12, 21-6 | Telma Santos       |

### Groep N
| Speler            | Gsp | W | V | SW | SV | Ptn |
| ----------------- | --- | - | - | -- | -- | --- |
| Juliane Schenk    | 2   | 2 | 0 | 4  | 0  | 2   |
| Kristina Gavnholt | 2   | 1 | 1 | 2  | 3  | 1   |
| Larisa Griga      | 2   | 0 | 2 | 1  | 4  | 0   |

| Speler 1       | Uitslag             | Speler 2          |
| -------------- | ------------------- | ----------------- |
| Juliane Schenk | 21-18, 21-14        | Kristina Gavnholt |
| Larisa Griga   | 13-21, 21-15, 15-21 | Kristina Gavnholt |
| Juliane Schenk | 21-12, 21-14        | Larisa Griga      |

### Groep O
| Speler              | Gsp | W | V | SW | SV | Ptn |
| ------------------- | --- | - | - | -- | -- | --- |
| Adriyanti Firdasari | 2   | 2 | 0 | 4  | 1  | 2   |
| Petya Nedelcheva    | 2   | 1 | 1 | 2  | 2  | 1   |
| Alesia Zaitsava     | 2   | 0 | 2 | 1  | 4  | 0   |

| Speler 1            | Uitslag             | Speler 2            |
| ------------------- | ------------------- | ------------------- |
| Petya Nedelcheva    | 21-7, 21-19         | Alesia Zaitsava     |
| Adriyanti Firdasari | 21-10, 16-21, 21-14 | Alesia Zaitsava     |
| Petya Nedelcheva    | 10-21, 15-21        | Adriyanti Firdasari |

### Groep P
| Speler    | Gsp | W | V | SW | SV | Ptn |
| --------- | --- | - | - | -- | -- | --- |
| Wang Xin  | 1   | 1 | 0 | 2  | 0  | 1   |
| Rena Wang | 1   | 0 | 1 | 0  | 2  | 0   |

| Speler 1 | Uitslag    | Speler 2  |
| -------- | ---------- | --------- |
| Wang Xin | 21-8, 21-6 | Rena Wang |

## Knock-outfase
| Achtste finale | Achtste finale      | Achtste finale | Achtste finale | Achtste finale |  |   | Kwartfinale      | Kwartfinale        | Kwartfinale | Kwartfinale | Kwartfinale |  |  | Halve finale | Halve finale | Halve finale | Halve finale | Halve finale |  |                      | Finale               | Finale               | Finale               | Finale               | Finale |
|                |                     |                |                |                |  |   |                  |                    |             |             |             |  |  |              |              |              |              |              |  |                      |                      |                      |                      |                      |        |
| 1              | Wang Yihan          | 15             | 21             | 21             |  |   |                  |                    |             |             |             |  |  |              |              |              |              |              |  |                      |                      |                      |                      |                      |        |
| 11             | Bae Youn-joo        | 21             | 14             | 14             |  |   | 1                | Wang Yihan         | 21          | 21          |             |  |  |              |              |              |              |              |  |                      |                      |                      |                      |                      |        |
| 7              | Cheng Shao-chieh    | 21             | 21             |                |  | 7 | Cheng Shao-chieh | 14                 | 11          |             |             |  |  |              |              |              |              |              |  |                      |                      |                      |                      |                      |        |
| 13             | Gu Juan             | 18             | 10             |                |  |   |                  |                    |             |             |             |  |  | 1            | Wang Yihan   | 21           | 21           |              |  |                      |                      |                      |                      |                      |        |
| 4              | Saina Nehwal        | 21             | 21             |                |  |   |                  |                    |             |             |             |  |  | 4            | Saina Nehwal | 13           | 13           |              |  |                      |                      |                      |                      |                      |        |
| 14             | Yao Jie             | 14             | 16             |                |  |   | 4                | Saina Nehwal       | 21          | 22          |             |  |  |              |              |              |              |              |  |                      |                      |                      |                      |                      |        |
| 5              | Tine Baun           | 14             |                |                |  | 5 | Tine Baun        | 15                 | 20          |             |             |  |  |              |              |              |              |              |  |                      |                      |                      |                      |                      |        |
| 12             | Sayaka Sato         | 15             | opg            |                |  |   |                  |                    |             |             |             |  |  |              |              |              |              |              |  |                      | 1                    | Wang Yihan           | 15                   | 23                   | 17     |
| 16             | Pi Hongyan          | 21             | 12             | 16             |  |   |                  |                    |             |             |             |  |  |              |              |              |              |              |  |                      | 3                    | Li Xuerui            | 21                   | 21                   | 21     |
|                | Yip Pui Yin         | 13             | 21             | 21             |  |   |                  | Yip Pui Yin        | 12          | 20          |             |  |  |              |              |              |              |              |  |                      |                      |                      |                      |                      |        |
| 10             | Tai Tzu-ying        | 16             | 21             |                |  | 3 | Li Xuerui        | 21                 | 22          |             |             |  |  |              |              |              |              |              |  |                      |                      |                      |                      |                      |        |
| 3              | Li Xuerui           | 21             | 23             |                |  |   |                  |                    |             |             |             |  |  | 3            | Li Xuerui    | 22           | 21           |              |  |                      |                      |                      |                      |                      |        |
| 9              | Ratchanok Inthanon  | 21             | 21             |                |  |   |                  |                    |             |             |             |  |  | 2            | Wang Xin     | 20           | 18           |              |  |                      |                      |                      |                      |                      |        |
| 6              | Juliane Schenk      | 16             | 15             |                |  |   | 9                | Ratchanok Inthanon | 21          | 18          | 14          |  |  |              |              |              |              |              |  | Wedstrijd voor Brons | Wedstrijd voor Brons | Wedstrijd voor Brons | Wedstrijd voor Brons | Wedstrijd voor Brons |        |
|                | Adriyanti Firdasari | 15             | 8              |                |  | 2 | Wang Xin         | 17                 | 21          | 21          |             |  |  |              |              |              |              |              |  | 4                    | Saina Nehwal         | 18                   | 0                    |                      |        |
| 2              | Wang Xin            | 21             | 21             |                |  |   |                  |                    |             |             |             |  |  |              |              |              |              |              |  |                      | 2                    | Wang Xin             | 21                   | 1                    | opg    |